# Покушение на Курлова (1906)
Покушение на Курлова 14 января 1906 года — террористический акт, совершенный И. Пулиховым и А. Измайлович с целью убийства минского губернатора П.Г. Курлова.
После Курловского расстрела, группа эсеров, также припомнив П. Г. Курлову экзекуцию крестьян в Курском уезде и жестокое избиение в Курске воспитанников землемерного училища и школьников, приговорила губернатора к смерти.
Исполнителя приговора определяли через жребий. Жребий выпал на Оксенкруга, но он испугался. Тогда Иван Пулихов добровольно вызвался выполнить приговор, к нему присоединилась А. Измайлович. Они сняли квартиру вблизи дома Курлова и долго за ним наблюдали. Акцию финансировал Евстафий Любанский.
Для совершения теракта был использован момент отпевания в Петропавловском соборе умершего генерал-майора Курча. Когда из собора вынесли и поставили на катафалк гроб, Курлов выпрямился, и Пулихов бросил в него бомбу. Бомба попала в голову, но не взорвалась, так как передавалась через агента «охранки» Зинаиду Жученко, которая предварительно отвезла ее в Московское охранное отделение, где бомбу обезвредил начальник отделения М. фон Котен.
Бомба упала Курлову под ноги, вокруг было много народу и полицейских. Пулихова схватили, тем временем Измайлович стреляла из «Браунинга» в полицмейстера Норова. Отбирая у нее оружие, Измайлович избили. Схваченных террористов отвезли в 1-ю полицейскую часть.